# Vesna Parun
Vesna Parun (Zlarin, 10. travnja 1922. − Stubičke Toplice, 25. listopada 2010.), bila je hrvatska pjesnikinja i prevoditeljica.

## Životopis
Vesna Parun rođena je 10. travnja 1922. godine na otoku Zlarinu blizu Šibenika, gdje joj je otac radio kao općinski činovnik koji je često bio premještan i ostajao bez posla, zbog čega je brojna obitelj (četvero djece) živjela u prilično teškim uvjetima. Zato je Vesna dobar dio djetinjstva i mladosti provela kod tete i tetka u Splitu, u Biogradu na Moru i u Šibeniku. Otac Ante rodom je s otoka Prvića, a majka Antica sa Šolte. Osnovnu školu je završila na Visu, a gimnaziju je pohađala u Šibeniku i Splitu gdje je 1940. godine maturirala. Bila je odlična učenica i već se od 14. godine uzdržavala podučavanjem. U jesen 1940. godine upisala je studij romanistike na Filozofskom fakultetu u Zagrebu.
Onda je došao rat, bježanje u Split, povratak u Zagreb (1942.). Tada su živjeli u Sesvetama kod Zagreba gdje joj je otac radio u općini. Odatle joj je brat otišao u partizane i ubrzo poginuo. U to vrijeme često je obolijevala. Poslije završetka rata nastavila je studij na Filozofskom fakultetu, ali je tada upisala čistu filozofiju. Godine 1947. radila je na pruzi Šamac - Sarajevo, oboljela je od tifusa, a u isto je vrijeme doživljavala krize zbog nesretne ljubavi koja je trajala od 1938. godine. Sve su to bili razlozi prekida studija. Od 1962. do 1967. godine boravila je u Bugarskoj gdje se udala, razvela i doživjela novi niz nedaća.
Od tada je živjela uglavnom u Zagrebu i radila kao slobodna književnica. No nakon pola stoljeća u Studentskom gradu, u zagrebačkoj Dubravi, u Badelovoj ulici 15 (danas Vile Velebita), Vesna Parun svoj je skromni dom 2000. godine, iz nevolje, zauvijek napustila i, vjerujući da je riječ o privremenom smještaju iz zdravstvenih razloga, smjestila se u Stubičkim Toplicama. Ondje je još krajem 1970-ih upoznala svoju najveću životnu učiteljicu, prosjakinju Magdicu.
U Stubičkim Toplicama proslavila je zadnjih nekoliko rođendana, a poglavito su bili zapaženi oni koje je organizirao novinar i publicist Mladen Pavković, predsjednik UBIUDR Podravka, i napisala nekoliko knjiga. Samoću i "otpadništvo" od sadašnje kulture izabrala je sama, ne želeći se nikome klanjati. Neizvjesna i nesigurna sudbina velike poetese u 80-im godinama života sigurno nam ne služi na čast. Možda bismo odgovor na takvu nepravdu mogli pronaći u Vesninoj tvrdnji da se "u školi moglo naučiti mnogo, i u osnovnoj i, kasnije, u srednjoj, i o gramatici i o prirodopisu; manje o povijesti i o zvijezdama na nebu, a o čovjeku i životu - gotovo ništa". Sve u svemu, po njezinim vlastitim riječima, provela je vrlo težak život, od djetinjstva nadalje, te je okušala više patnje i stradanja nego radosti. Vesna Parun potpuno se predala književnom radu postavši prva žena u hrvatskoj književnosti koja živi isključivo od književnosti i za književnost.
Umrla je 25. listopada 2010. godine u Stubičkim Toplicama, u 88. godini života. Pokopana je na starom groblju uz crkvu sv. Stjepana u Grohotama na Šolti.

## Književno stvaralaštvo
Vesna Parun pripada među najpoznatije suvremene hrvatske pjesnikinje. Ona je i najistaknutija hrvatska pjesnikinja druge polovice 20. stoljeća. To mjesto u hrvatskoj književnosti zauzela je zahvaljujući raskošnosti pjesničkog izraza, bogatstvu tema i motiva i stvaralačkoj plodnosti. Poezija je prava domena Vesne Parun, no već je poslije druge knjige pjesama počela pisati prozu i drame. Objavljeno joj je više od 60 knjiga poezije i proze i uprizorena su četiri njezina dramska djela. Njezina zbirka Zore i vihori (1947.) po mnogo čemu označava važan datum u razvojnom tijeku novije hrvatske poezije.
Vesna Parun počela je pisati vrlo rano, svoju prvu pjesmu "Pramaljeće", napisanu na otoku Visu, objavila je već s deset godina (1932.) u listu Anđeo čuvar. Slijedi pjesma "Zov" objavljena 1938. godine u časopisu Sjeme, glasilu muške klasične gimnazije kojem su urednici bili Jure Kaštelan i Živko Jeličić. Već ta pjesma nosi u sebi dah temeljne ideje vodilje: himnu životu, radu i hrabrosti. Osim poezije, pisala je dječje i satiričke pjesme, prozu i drame. Njezina su djela prevođena na mnoge jezike.
Njezine pjesme je na poljski jezik prevela Łucija Danielewska u antologiji i u knjizi Morska róża: wiersze, 1998. godine.

## Djela

### Poezija
- Zore i vihori, 1947.
- Pjesme, 1948.
- Crna maslina, 1955., hrvatska skladateljica Ivana Lang je uglazbila ciklus od 5 pjesama.[2]
- Vidrama vjerna, 1957.
- Ropstvo, 1957.
- Pusti da otpočinem, 1958.
- Ti i nikad, 1959.
- Koralj vraćen moru, 1959.
- Konjanik, 1961.
- Jao jutro, 1963.
- Bila sam dječak, 1963.
- Vjetar Trakije, 1964.
- Pjesme, 1964.
- Gong, 1966.
- Otvorena vrata, 1968.
- Ukleti dažd, 1969.
- Tragom Magde Isanos, 1971.
- Sto soneta, 1972.
- I prolazim životom, 1972.
- Stid me je umrijeti, 1974.
- Olovni golub, 1975.
- Apokaliptičke basne, 1976.
- Ljubav bijela kost, 1978.
- Čitač snova, 1978.
- Izabrane pjesme, 1979.
- Mapa Magdica, 1979.
- Šum krila, šum vode, 1981.
- Salto mortale, 1981.
- Izabrana djela, 1982.
- Grad na Durmitoru, 1988.
- Kasfalpirova zemlja, 1989.
- Indigo grad, 1990.
- Sonetni vijenci, 1991.
- Tronožac koji hoda, 1993.
- Začarana čarobnica, 1993.
- Izbor iz djela, 1995.
- Ptica vremena, 1996.
- Smijeh od smrti jači, 1997.
- Pelin basne, 1998.
- Spužvica i spužva, 1999.
- Političko Valentinovo, 2000.
- Grijeh smrti, 2000.

### Proza
- Pod muškim kišobranom, 1987.
- Krv svjedoka, 1988.
- Hrvatska kraljica, 1999.
- Noć za pakost – moj život u 40 vreća, 2001.

### Dječja poezija
- Patka Zlatka, 1957.
- Tuga i radost šume, 1958.
- Zec mudrijan, 1958.
- Kornjačin oklop, 1958.
- Mačak Džingiskan i Miki Trasi, 1968.
- Mačak na mjesecu, 1969.
- Miki Trasi i baka Pim Bako, 1968.
- Miki slavni kapetan, 1970.
- Karneval u Kukljici, 1974.
- Poznanstvo s danima malog Maksima, 1974.
- Igre pred oluju, 1979.
- Dvanaest slikovnica o psima, 1983.
- Hoću ljutić, neću mak, 1983.
- Roda u školi, 1988.
- Pokraj Kupe kad se vrapci skupe, 1989.
- Moj prijatelj šišmiš, 1990.
- Uspavanka za poljubac, 1995.
- Kroz prozorčić zime, 1995.
- Pčela, duga i mlin, 1997.
- Tri morske pustolovke, 2000.
- Morska kočijica, 2001.

### Dramska djela (izvedena)
- Marija i mornar
- Apsirt
- Magareći otok, oliti homo homini asinus
- Škola za skitnice

## Nagrade i priznanja
- 1948.: Nagrada Matice hrvatske za zbirku Pjesme
- 1955.: Nagrada grada Zagreba za zbirku Crna maslina
- 1959.: godišnja nagrada Vladimir Nazor,
- 1968. Nagrada Grigor Vitez za dječji roman Mačak Džingiskan i Miki Trasi
- 1970.: Diploma za poeziju, Pariz
- 1972.: Zmajeva nagrada za najuspješnijeg dječjeg pjesnika, Novi Sad
- 1982.: Nagrada Vladimir Nazor za životno djelo
- 1995.: Maslinov vijenac i titula poeta oliveatus nakon ovjenčanja na manifestaciji Croatia rediviva: Ča, Kaj, Što – baštinski dani u Selcima na otoku Braču
- 2002.: Povelja Visoka žuta žita na Pjesničkim susretima u Drenovcima, za sveukupni književni opus i trajni prinos hrvatskoj književnosti.[3]
- 2003.: Nagrada Tin Ujević za zbirku soneta Suze putuju
- 2003.: Plaketa "Dobrojutro, more", s pjesničkih susreta u Podstrani.[4]
- 2006.: Velika zlatna plaketa UBIUDR Podravka
- 2010.: Europska književna nagrada (KOV)

## Vanjske poveznice
- Tema broja: Uz 100. obljetnicu rođenja Vesne Parun (1922.-2010.), Kolo, br. 1, 2022.